# Herbalist Crew
 (août 2025).
Si vous disposez d'ouvrages ou d'articles de référence ou si vous connaissez des sites web de qualité traitant du thème abordé ici, merci de compléter l'article en donnant les références utiles à sa vérifiabilité et en les liant à la section « Notes et références ».
Herbalist Crew est un groupe de reggae suisse actif depuis 2000.

## Biographie
C'est sur scène qu'Herbalist Crew se fait connaître au début des années 2000, jouant sur les meilleures scènes romandes et de France voisine. Leur musique à la fois énergique, festive et consciente s'allie à des textes soignés en français, leur permet de conquérir un large public. Une reconnaissance qui leur vaut d'enregistrer en 2003 un album live sur la scène Ella Fitzgerald, devant plus de 3 000 personnes.
Dès lors, ils participent à différents projets tels que la compilation Reggae.ch Vol.2 qui compte deux titres d'Herbalist dont " Rock your vote ". Ce projet donne lieu à une tournée en Suisse avec le Swiss Reggae Unity composé notamment des Moonraisers, Jr Tshaka, et Feedback. La collaboration en 2007 avec des artistes Jamaïcains (Zumjay, Alozade...), leur permet d'éditer un double album-vinyles. Enfin, le titre "Qui t'es" est sélectionné par la FCMA et Couleur 3, pour figurer sur la compilation Suisse Urban Music sortie en 2008.
Au printemps 2010, le groupe prend un nouvel essor avec l'arrivée de la chanteuse Toyin, qui mènera à la sortie de l'album "Herbalizm", suivie d'une tournée en Suisse et en Europe : le Rototom Sunsplash (Spain), Festival Voix de Fête avec Pierpoljak, le Montreux Jazz Festival, le Festival 1 Brin d'Zik avec IAM, l'Usine avec T.O.K, ou encore le Plein-les-Watts Festival avec Afura, Aya Waska et Open Season.
L'automne 2010 marque un nouveau tournant avec l'arrivée de la chanteuse Vivi Jones, ainsi que de nouveaux jeunes musiciens pour créer une nouvelle formation Live.
En avril 2011, Herbalist Crew est sélectionné par le jury du New Talent Contest du Caprices Festival parmi 250 groupes pour se produire en ouverture de la soirée reggae, devant 3 000 personnes avant Nas & Damian "Jr Gong" Marley et Million Stylez.
En mai 2011, Herbalist Crew termine 4e du tremplin 20 min live, et gagne un concert sur la scène Casino au Festival Rock Oz'Arènes. Également au mois de mai, il remporte la première place du jury au Reeds Reggae Contest.[réf. nécessaire]
En 2013 sort l'album "Vert Guerilla" qui marque la rencontre entre Trifinga et KRS-One. Une version reggae du "sound of da police" en combinaison entre les deux artistes y est intégrée.

## Formation
- Trifinga - Chant
- Joha - Chant
- Vivi Jones - Chant
- Sylvain Sangiorgio - Guitare
- Thierry Corboz - Piano
- Nicolas Clémence - Trompette
- Daniel "Dadi" Christov - Trombone
- Virgile Rosselet - Basse
- Loïc Moret - Batterie

## Prix, récompenses
En mai 2010, Herbalist Crew arrive 3e du concours international "European Reggae Contest", catégorie Suisse-Autriche.
En mars 2011, Herbalist Crew est sélectionné pour la finale du New Talent Contest par le jury du Caprices festival pour jouer avant NAS & Damian Marley et Million Stylez
En avril 2011, Herbalist Crew arrive 5e sur 70 du "European Reggae Contest", catégorie Suisse-France